# Rugby-Union-Juniorenweltmeisterschaft 2018
Die Rugby-Union-Juniorenweltmeisterschaft 2018 (engl. 2018 World Rugby U20 Championship) war die elfte Ausgabe der Weltmeisterschaft für U20-Junioren-Nationalmannschaften in der Sportart Rugby Union. Sie fand vom 30. Mai bis 17. Juni 2018 in Frankreich statt, das zum zweiten Mal nach 2013 der Veranstalter war. Den Juniorenweltmeistertitel gewann zum ersten Mal Frankreich.
Zwei Monate später fand in Rumänien die World Rugby U20 Trophy 2018 für tiefer eingestufte Mannschaften statt.

## Austragungsorte
Sämtliche Spiele fanden an folgenden Orten in der Region Okzitanien statt:
| Ort       | Stadion                        | Kapazität |
| --------- | ------------------------------ | --------- |
| Béziers   | Stade de la Méditerranée       | 18.555    |
| Narbonne  | Parc des Sports et de l’Amitié | 12.000    |
| Perpignan | Stade Aimé-Giral               | 14.593    |

## Teilnehmer
| Land        | Bisherige Teilnahmen | Ergebnis 2017 | Bestes Ergebnis                                  |
| ----------- | -------------------- | ------------- | ------------------------------------------------ |
| Argentinien | 11                   | 11.           | 3. Platz (2016)                                  |
| Australien  | 11                   | 6.            | 2. Platz (2010)                                  |
| England     | 11                   | 2.            | Weltmeister (2013, 2014, 2016)                   |
| Frankreich  | 11                   | 4.            | 4. Platz (2011, 2015, 2017)                      |
| Georgien    | 3                    | 10.           | 10. Platz (2016, 2017)                           |
| Irland      | 11                   | 9.            | 2. Platz (2016)                                  |
| Italien     | 9                    | 8.            | 8. Platz (2017)                                  |
| Japan       | 5                    | –             | 10. Platz (2015)                                 |
| Neuseeland  | 11                   | 1.            | Weltmeister (2008, 2009, 2010, 2011, 2015, 2017) |
| Schottland  | 11                   | 5.            | 5. Platz (2017)                                  |
| Südafrika   | 11                   | 3.            | Weltmeister (2012)                               |
| Wales       | 11                   | 7.            | 2. Platz (2013)                                  |

## Vorrunde

### Gruppe A
|    | Land       | Spiele | Siege | Unent. | Ndlg. | Spiel- punkte | Diff. | Bonus- punkte | Tabellen- punkte |
| -- | ---------- | ------ | ----- | ------ | ----- | ------------- | ----- | ------------- | ---------------- |
| 1. | Neuseeland | 3      | 3     | 0      | 0     | 136:28        | + 108 | 2             | 14               |
| 2. | Wales      | 3      | 2     | 0      | 1     | 54:80         | − 26  | 0             | 8                |
| 3. | Australien | 3      | 1     | 0      | 2     | 93:72         | + 21  | 2             | 6                |
| 4. | Japan      | 3      | 0     | 0      | 3     | 36:139        | − 103 | 1             | 1                |

| 30. Mai 2018 21:00 MESZ | Australien      | 21 : 26 | Wales | Stade de la Méditerranée, Béziers Schiedsrichter: Egon Seconds (Südafrika) |
| 30. Mai 2018 21:00 MESZ | (11:20) Bericht |         |       | Stade de la Méditerranée, Béziers Schiedsrichter: Egon Seconds (Südafrika) |

| 30. Mai 2018 21:00 MESZ | Neuseeland     | 67 : 0 | Japan | Parc des Sports et de l’Amitié, Narbonne Schiedsrichter: Andrea Piardi (Italien) |
| 30. Mai 2018 21:00 MESZ | (38:0) Bericht |        |       | Parc des Sports et de l’Amitié, Narbonne Schiedsrichter: Andrea Piardi (Italien) |

| 3. Juni 2018 14:00 MESZ | Australien      | 54 : 19 | Japan | Parc des Sports et de l’Amitié, Narbonne Schiedsrichter: Jamie Nutbrown (Neuseeland) |
| 3. Juni 2018 14:00 MESZ | (28:13) Bericht |         |       | Parc des Sports et de l’Amitié, Narbonne Schiedsrichter: Jamie Nutbrown (Neuseeland) |

| 3. Juni 2018 16:30 MESZ | Neuseeland      | 42 : 10 | Wales | Stade de la Méditerranée, Béziers Schiedsrichter: Ludovic Cayre (Frankreich) |
| 3. Juni 2018 16:30 MESZ | (25:10) Bericht |         |       | Stade de la Méditerranée, Béziers Schiedsrichter: Ludovic Cayre (Frankreich) |

| 7. Juni 2018 18:30 MESZ | Wales           | 18 : 17 | Japan | Stade Aimé-Giral, Perpignan Schiedsrichter: Andrea Piardi (Japan) |
| 7. Juni 2018 18:30 MESZ | (13:10) Bericht |         |       | Stade Aimé-Giral, Perpignan Schiedsrichter: Andrea Piardi (Japan) |

| 7. Juni 2018 21:00 MESZ | Neuseeland      | 27 : 18 | Australien | Stade Aimé-Giral, Perpignan Schiedsrichter: Karl Dickson (England) |
| 7. Juni 2018 21:00 MESZ | (17:15) Bericht |         |            | Stade Aimé-Giral, Perpignan Schiedsrichter: Karl Dickson (England) |

### Gruppe B
|    | Land        | Spiele | Siege | Unent. | Ndlg. | Spiel- punkte | Diff. | Bonus- punkte | Tabellen- punkte |
| -- | ----------- | ------ | ----- | ------ | ----- | ------------- | ----- | ------------- | ---------------- |
| 1. | England     | 3      | 3     | 0      | 0     | 117:33        | + 84  | 3             | 15               |
| 2. | Italien     | 3      | 2     | 0      | 1     | 62:95         | − 33  | 2             | 10               |
| 3. | Argentinien | 3      | 1     | 0      | 2     | 73:82         | − 9   | 3             | 7                |
| 4. | Schottland  | 3      | 0     | 0      | 3     | 49:91         | − 42  | 1             | 1                |

| 30. Mai 2018 18:30 MESZ | Schottland     | 26 : 27 | Italien | Parc des Sports et de l’Amitié, Narbonne Schiedsrichter: Pablo Deluca (Argentinien) |
| 30. Mai 2018 18:30 MESZ | (13:7) Bericht |         |         | Parc des Sports et de l’Amitié, Narbonne Schiedsrichter: Pablo Deluca (Argentinien) |

| 30. Mai 2018 18:30 MESZ | England         | 39 : 18 | Argentinien | Parc des Sports et de l’Amitié, Narbonne Schiedsrichter: Sean Gallagher (Irland) |
| 30. Mai 2018 18:30 MESZ | (19:15) Bericht |         |             | Parc des Sports et de l’Amitié, Narbonne Schiedsrichter: Sean Gallagher (Irland) |

| 3. Juni 2018 14:00 MESZ | Schottland     | 13 : 29 | Argentinien | Stade Aimé-Giral, Perpignan Schiedsrichter: Egon Seconds (Südafrika) |
| 3. Juni 2018 14:00 MESZ | (7:19) Bericht |         |             | Stade Aimé-Giral, Perpignan Schiedsrichter: Egon Seconds (Südafrika) |

| 3. Juni 2018 16:30 MESZ | England        | 43 : 5 | Italien | Stade Aimé-Giral, Perpignan Schiedsrichter: Dan Jones (Wales) |
| 3. Juni 2018 16:30 MESZ | (26:5) Bericht |        |         | Stade Aimé-Giral, Perpignan Schiedsrichter: Dan Jones (Wales) |

| 7. Juni 2018 18:30 MESZ | Italien        | 30 : 26 | Argentinien | Stade de la Méditerranée, Béziers Schiedsrichter: Sean Gallagher (Irland) |
| 7. Juni 2018 18:30 MESZ | (22:5) Bericht |         |             | Stade de la Méditerranée, Béziers Schiedsrichter: Sean Gallagher (Irland) |

| 7. Juni 2018 21:00 MESZ | England         | 35 : 10 | Schottland | Stade de la Méditerranée, Béziers Schiedsrichter: Damon Murphy (Australien) |
| 7. Juni 2018 21:00 MESZ | (17:10) Bericht |         |            | Stade de la Méditerranée, Béziers Schiedsrichter: Damon Murphy (Australien) |

### Gruppe C
|    | Land       | Spiele | Siege | Unent. | Ndlg. | Spiel- punkte | Diff. | Bonus- punkte | Tabellen- punkte |
| -- | ---------- | ------ | ----- | ------ | ----- | ------------- | ----- | ------------- | ---------------- |
| 1. | Frankreich | 3      | 3     | 0      | 0     | 96:65         | + 31  | 2             | 14               |
| 2. | Südafrika  | 3      | 2     | 0      | 1     | 92:90         | + 2   | 3             | 11               |
| 3. | Georgien   | 3      | 1     | 0      | 2     | 63:77         | − 14  | 1             | 5                |
| 4. | Irland     | 3      | 0     | 0      | 3     | 61:80         | − 19  | 2             | 2                |

| 30. Mai 2018 18:30 MESZ | Südafrika       | 33 : 27 | Georgien | Stade Aimé-Giral, Perpignan Schiedsrichter: Ludovic Cayre (Frankreich) |
| 30. Mai 2018 18:30 MESZ | (12:17) Bericht |         |          | Stade Aimé-Giral, Perpignan Schiedsrichter: Ludovic Cayre (Frankreich) |

| 30. Mai 2018 21:00 MESZ | Frankreich     | 26 : 24 | Irland | Stade Aimé-Giral, Perpignan Schiedsrichter: Karl Dickson (England) |
| 30. Mai 2018 21:00 MESZ | (5:17) Bericht |         |        | Stade Aimé-Giral, Perpignan Schiedsrichter: Karl Dickson (England) |

| 3. Juni 2018 14:00 MESZ | Frankreich     | 24 : 12 | Georgien | Parc des Sports et de l’Amitié, Narbonne Schiedsrichter: Pablo Deluca (Argentinien) |
| 3. Juni 2018 14:00 MESZ | (17:7) Bericht |         |          | Parc des Sports et de l’Amitié, Narbonne Schiedsrichter: Pablo Deluca (Argentinien) |

| 3. Juni 2018 16:30 MESZ | Südafrika       | 30 : 17 | Irland | Parc des Sports et de l’Amitié, Narbonne Schiedsrichter: Damon Murphy (Australien) |
| 3. Juni 2018 16:30 MESZ | (12:10) Bericht |         |        | Parc des Sports et de l’Amitié, Narbonne Schiedsrichter: Damon Murphy (Australien) |

| 7. Juni 2018 18:30 MESZ | Irland         | 20 : 24 | Georgien | Parc des Sports et de l’Amitié, Narbonne Schiedsrichter: Jamie Nutbrown (Neuseeland) |
| 7. Juni 2018 18:30 MESZ | (8:17) Bericht |         |          | Parc des Sports et de l’Amitié, Narbonne Schiedsrichter: Jamie Nutbrown (Neuseeland) |

| 7. Juni 2018 21:00 MESZ | Südafrika      | 29 : 49 | Frankreich | Parc des Sports et de l’Amitié, Narbonne Schiedsrichter: Dan Jones (Wales) |
| 7. Juni 2018 21:00 MESZ | (7:36) Bericht |         |            | Parc des Sports et de l’Amitié, Narbonne Schiedsrichter: Dan Jones (Wales) |

## Setzliste
Die Setzliste für die K.-o.-Phase, basierend auf den Ergebnissen der Vorrunde.
|                           | Land        | Gruppe | Diff. | Punkte |
| ------------------------- | ----------- | ------ | ----- | ------ |
| Finalrunde                |             |        |       |        |
| 01.                       | England     | B      | + 84  | 15     |
| 02.                       | Neuseeland  | A      | + 108 | 14     |
| 03.                       | Frankreich  | C      | + 31  | 14     |
| 04.                       | Südafrika   | A      | + 2   | 11     |
| Playoff um Platz 5 bis 8  |             |        |       |        |
| 05.                       | Italien     | B      | − 33  | 10     |
| 06.                       | Wales       | A      | − 26  | 8      |
| 07.                       | Argentinien | B      | − 9   | 7      |
| 08.                       | Australien  | A      | + 21  | 6      |
| Playoff um Platz 9 bis 12 |             |        |       |        |
| 09.                       | Georgien    | C      | − 14  | 5      |
| 10.                       | Irland      | C      | − 18  | 2      |
| 11.                       | Schottland  | B      | − 42  | 1      |
| 12.                       | Japan       | A      | − 103 | 1      |

## K.-o.-Phase

### Playoff um Platz 9 bis 12
|  | Halbfinale          | Halbfinale          |                   |    | 9. Platz          | 9. Platz          |
|  |                     |                     |                   |    |                   |                   |
|  | Irland              | 29                  |                   |    |                   |                   |
|  | Schottland          | 45                  |                   |    |                   |                   |
|  | 12. Juni, Perpignan |                     |                   |    |                   |                   |
|  |                     |                     | 17. Juni, Béziers |    |                   |                   |
|  | Schottland          | 31                  |                   |    |                   |                   |
|  |                     | Georgien            | 39                |    |                   |                   |
|  |                     |                     |                   |    |                   |                   |
|  | 11. Platz           |                     |                   |    |                   |                   |
|  | 12. Juni, Perpignan | 12. Juni, Perpignan | Irland            | 39 |                   |                   |
|  | Georgien            | 24                  | Fidschi           | 33 |                   |                   |
|  | Japan               | 22                  |                   |    | 17. Juni, Béziers | 17. Juni, Béziers |

Halbfinale
| 12. Juni 2018 16:00 MESZ | Irland          | 29 : 45 | Schottland | Stade Aimé-Giral, Perpignan Schiedsrichter: Egon Seconds (Südafrika) |
| 12. Juni 2018 16:00 MESZ | (17:24) Bericht |         |            | Stade Aimé-Giral, Perpignan Schiedsrichter: Egon Seconds (Südafrika) |

| 12. Juni 2018 18:30 MESZ | Georgien        | 24 : 22 | Japan | Stade Aimé-Giral, Perpignan Schiedsrichter: Ludovic Cayre (Frankreich) |
| 12. Juni 2018 18:30 MESZ | (12:17) Bericht |         |       | Stade Aimé-Giral, Perpignan Schiedsrichter: Ludovic Cayre (Frankreich) |

Spiel um Platz 11
| 17. Juni 2018 11:00 MESZ | Irland          | 39 : 33 | Japan | de la Méditerranée, Béziers Schiedsrichter: Karl Dickson (England) |
| 17. Juni 2018 11:00 MESZ | (22:12) Bericht |         |       | de la Méditerranée, Béziers Schiedsrichter: Karl Dickson (England) |

Spiel um Platz 9
| 17. Juni 2018 13:30 MESZ | Schottland      | 31 : 39 | Georgien | de la Méditerranée, Béziers Schiedsrichter: Andrea Piardi (Italien) |
| 17. Juni 2018 13:30 MESZ | (19:12) Bericht |         |          | de la Méditerranée, Béziers Schiedsrichter: Andrea Piardi (Italien) |

### Playoff um Platz 5 bis 8
|  | Halbfinale         | Halbfinale         |                   |    | 5. Platz          | 5. Platz          |
|  |                    |                    |                   |    |                   |                   |
|  | Wales              | 15                 |                   |    |                   |                   |
|  | Argentinien        | 39                 |                   |    |                   |                   |
|  | 12. Juni, Narbonne |                    |                   |    |                   |                   |
|  |                    |                    | 17. Juni, Béziers |    |                   |                   |
|  | Argentinien        | 15                 |                   |    |                   |                   |
|  |                    | Australien         | 41                |    |                   |                   |
|  |                    |                    |                   |    |                   |                   |
|  | 7. Platz           |                    |                   |    |                   |                   |
|  | 12. Juni, Narbonne | 12. Juni, Narbonne | Wales             | 34 |                   |                   |
|  | Italien            | 15                 | Italien           | 17 |                   |                   |
|  | Australien         | 44                 |                   |    | 17. Juni, Béziers | 17. Juni, Béziers |

Halbfinale
| 12. Juni 2018 14:00 MESZ | Wales           | 15 : 39 | Argentinien | Parc des Sports et de l’Amitié, Narbonne Schiedsrichter: Damon Murphy (Australien) |
| 12. Juni 2018 14:00 MESZ | (12:15) Bericht |         |             | Parc des Sports et de l’Amitié, Narbonne Schiedsrichter: Damon Murphy (Australien) |

| 12. Juni 2018 16:30 MESZ | Italien         | 15 : 44 | Australien | Parc des Sports et de l’Amitié, Narbonne Schiedsrichter: Pablo Deluca (Argentinien) |
| 12. Juni 2018 16:30 MESZ | (10:15) Bericht |         |            | Parc des Sports et de l’Amitié, Narbonne Schiedsrichter: Pablo Deluca (Argentinien) |

Spiel um Platz 7
| 17. Juni 2018 16:00 MESZ | Wales          | 34 : 17 | Italien | Stade de la Méditerranée, Béziers Schiedsrichter: Sean Gallagher (Irland) |
| 17. Juni 2018 16:00 MESZ | (24:7) Bericht |         |         | Stade de la Méditerranée, Béziers Schiedsrichter: Sean Gallagher (Irland) |

Spiel um Platz 5
| 17. Juni 2018 14:00 MESZ | Argentinien    | 15 : 41 | Australien | Stade de la Méditerranée, Béziers Schiedsrichter: Jamie Nutbrown (Neuseeland) |
| 17. Juni 2018 14:00 MESZ | (7:17) Bericht |         |            | Stade de la Méditerranée, Béziers Schiedsrichter: Jamie Nutbrown (Neuseeland) |

### Finalrunde
|  | Halbfinale          | Halbfinale          |                   |    | Finale            | Finale            |
|  |                     |                     |                   |    |                   |                   |
|  | England             | 32                  |                   |    |                   |                   |
|  | Südafrika           | 31                  |                   |    |                   |                   |
|  | 12. Juni, Narbonne  |                     |                   |    |                   |                   |
|  |                     |                     | 17. Juni, Béziers |    |                   |                   |
|  | England             | 25                  |                   |    |                   |                   |
|  |                     | Frankreich          | 33                |    |                   |                   |
|  |                     |                     |                   |    |                   |                   |
|  | 3. Platz            |                     |                   |    |                   |                   |
|  | 12. Juni, Perpignan | 12. Juni, Perpignan | Südafrika         | 40 |                   |                   |
|  | Neuseeland          | 7                   | Neuseeland        | 30 |                   |                   |
|  | Frankreich          | 16                  |                   |    | 17. Juni, Béziers | 17. Juni, Béziers |

Halbfinale
| 12. Juni 2018 19:00 MESZ | England        | 32 : 31 | Südafrika | Parc des Sports et de l’Amitié, Narbonne Schiedsrichter: Dan Jones (Wales) |
| 12. Juni 2018 19:00 MESZ | (22:7) Bericht |         |           | Parc des Sports et de l’Amitié, Narbonne Schiedsrichter: Dan Jones (Wales) |

| 12. Juni 2018 21:00 MESZ | Neuseeland    | 7 : 16 | Frankreich | Stade Aimé-Giral, Perpignan Schiedsrichter: Karl Dickson (England) |
| 12. Juni 2018 21:00 MESZ | (0:3) Bericht |        |            | Stade Aimé-Giral, Perpignan Schiedsrichter: Karl Dickson (England) |

Spiel um Platz 3
| 17. Juni 2018 16:30 MESZ | Südafrika       | 40 : 30 | Neuseeland | Stade de la Méditerranée, Béziers Schiedsrichter: Ludovic Cayre (Frankreich) |
| 17. Juni 2018 16:30 MESZ | (14:25) Bericht |         |            | Stade de la Méditerranée, Béziers Schiedsrichter: Ludovic Cayre (Frankreich) |

Finale
| 17. Juni 2018 19:00 MESZ | England | 25 : 33        | Frankreich | Stade de la Méditerranée, Béziers Schiedsrichter: Egon Seconds (Südafrika) |
| 17. Juni 2018 19:00 MESZ | Versuche: Olowofela (2) 40.+1 n.erh., 78. erh. Heyes 71. erh. Erhöhungen: Grayson (2/3) Straftritte: Smith (2/2) 21., 63. | (8:14) Bericht | Versuche: Woki 25. n.erh. Séguret 74. erh. Erhöhungen: Carbonel (1/2) Straftritte: Carbonel (7/7) 4., 19., 37., 41., 53., 56., 68. | Stade de la Méditerranée, Béziers Schiedsrichter: Egon Seconds (Südafrika) |

## Schlussplatzierungen
| Platz | Land        |
| ----- | ----------- |
| 01    | Frankreich  |
| 02    | England     |
| 03    | Südafrika   |
| 04    | Neuseeland  |
| 05    | Australien  |
| 06    | Argentinien |
| 07    | Wales       |
| 08    | Italien     |
| 09    | Schottland  |
| 10    | Irland      |
| 11    | Fidschi     |
| 12    | Japan       |

Frankreich wurde Weltmeister, Japan stieg ab und nahm 2019 an der World Rugby U20 Trophy teil.